# Phạm Văn Luân
Phạm Văn Luân (Đắk Lắk, 26 de mayo de 1999) es un futbolista vietnamita que juega en la demarcación de centrocampista para el Cong An Hanoi FC de la V.League 1.

## Selección nacional
Hizo su debut con la selección absoluta de Vietnam el 11 de septiembre de 2023 en un encuentro amistoso contra Palestina que finalizó con un resultado de 2-0 a favor del combinado vietnamita tras los goles de Phạm Tuấn Hải y Nguyễn Công Phượng.

## Clubes
| Club               | País    | Año       | Partidos | Goles |
| ------------------ | ------- | --------- | -------- | ----- |
| Daklak FC          | Vietnam | 2019      | 15       | 4     |
| Can Tho FC         | Vietnam | 2020      | 16       | 0     |
| Saigon FC          | Vietnam | 2021-2022 | 4        | 0     |
| FC Ryukyu (cedido) | Japón   | 2022      | 2        | 0     |
| Cong An Hanoi FC   | Vietnam | 2023-     | 37       | 0     |